# Aerial Experiment Association
L'Aerial Experiment Association (AEA) era un'associazione canadese di ricerca in campo aeronautico istituita il 30 settembre 1907 sotto la tutela del Dr. Alexander Graham Bell, l'unico membro nato in realtà in Scozia. Secondo Bell, fu un'associazione scientifica cooperativa, istituita non per guadagnare, ma per l'amore dell'arte e di fare ciò che possiamo per aiutarci l'un l'altro.

## Origini
Le origini dell'AEA si devono a John Alexander Douglas McCurdy e al suo amico Frederick W. "Casey" Baldwin, due ingegneri che si erano appena laureati all'Università di Toronto, quando decisero di trascorrere l'estate a Baddeck, nella Nuova Scozia. McCurdy era nato in quel luogo, e suo padre fu per anni alle dipendenze del Dr. Bell come segretario personale, il che permise al giovane John di crescere frequentando la famiglia Bell. Durante il suo soggiorno estivo, mentre era in corso una conversazione tra McCurdy, Baldwin e Bell, con argomento l'aeronautica, Mabel, la moglie di Bell, intervenne suggerendo loro di formare un'azienda che potesse mettere in pratica le loro idee e perché non fossero influenzati dalle necessità di carattere economico si offrì lei stessa di finanziare l'operazione con $ 35 000.
Lo statunitense Glenn H. Curtiss, produttore e progettista di motociclette nonché riconosciuto esperto di motori a combustione interna, venne invitato e convinto ad entrare come membro dell'associazione.
Curtiss aveva visitato la Wright Cycle Company per parlare di ingegneria aeronautica con Wilbur ed Orville Wright ma i due fratelli espressero la loro intenzione di non collaborare allo sviluppo di progetti comuni. L'AEA attirò comunque l'attenzione del governo statunitense che richiese di poter assegnare loro un ufficiale in qualità di osservatore, il Lieutenant della U.S. Army Thomas Selfridge che successivamente divenne il primo uomo rimasto ucciso in un incidente aereo.
Questa collaborazione riscosse un grande successo pubblico. Casey Baldwin, ai comandi del Red Wing, il 12 marzo 1908 compì il suo primo volo e divenne così il primo aviatore canadese ed il primo di tutto il Regno Unito. Il suo successore, il White Wing, fu il primo velivolo ad essere equipaggiato con gli alettoni, un'intuizione di Bell. Il terzo dei loro velivoli, il June Bug, vinse lo Scientific American Trophy per aver compiuto il primo volo di un chilometro effettuato nel Nordamerica, impresa già compiuta nel 1904 dai fratelli Wright ma non omologata ufficialmente. Il quarto modello realizzato, il Silver Dart costruito nel 1908, fu protagonista, il 23 febbraio 1909, del primo volo a motore controllato eseguito in Canada. Ai comandi di McCurdy, che ne era stato anche il coprogettista, si sollevò dalla superficie ghiacciata del lago du Bras-d'Or situato nelle vicinanze di Baddeck.
Il 10 marzo 1909, McCurdy conquistò un altro primato quando volò su un percorso circolare per una distanza di più di 32 km (20 miglia), anche questa un'impresa che i fratelli Wright avevano già realizzato nel 1905 ma che non avevano registrato ufficialmente.
L'AEA detiene anche il primato di aver inaugurato, il 2 agosto dello stesso anno, il primo volo commerciale passeggeri, sempre grazie al Silver Dart. Molti degli sviluppi hanno avuto luogo ad Hammondsport, nello Stato di New York, dove l'esperienza fu sfruttata da Curtiss per sviluppare il suo primo idrovolante sperimentale, prima che Henri Fabre in Francia riuscisse a portare in volo il primo idrovolante a motore della storia dell'aviazione, il Fabre Hydravion, nel marzo 1910.
La Aerial Experiment Association venne sciolta il 31 marzo 1909.

## Velivoli progettati e costruiti
- Aerodrome 1 Red Wing (1908) biplano monomotore monoposto.
- Aerodrome 2 White Wing (1908) biplano monomotore monoposto.
- Aerodrome 3 June Bug (1908) biplano monomotore monoposto.
- Aerodrome 4 Silver Dart (1909) biplano monomotore.
- Aerodrome 5 Cygnet (1912) monomotore monoposto dotato di configurazione alare non convenzionale.